# Liste der Mitglieder des australischen Repräsentantenhauses (2013–2016)
Diese Liste enthält die Abgeordneten des australischen Repräsentantenhauses zwischen 2013 und 2016.
Insgesamt hat das Unterhaus 150 Mitglieder. Bei den Parlamentswahlen in Australien standen sich in der Hauptsache der amtierende Labor (ALP)-Parteivorsitzende Kevin Rudd und sein Herausforderer Tony Abbott, der von einer bürgerlichen Koalition aus Liberalen, der Liberal National Party und der National Party of Australia unterstützt wird, gegenüber. Die Wahl wurde deutlich von den bürgerlichen Koalitionsparteien gewonnen.
| Mitglied            | Partei                    | Wahlkreis       | Bundesstaat bzw. Territorium | Erstmals im Parlament      |
| ------------------- | ------------------------- | --------------- | ---------------------------- | -------------------------- |
| Tony Abbott         | Liberal                   | Warringah       | NSW                          | 1994                       |
| Anthony Albanese    | Labor                     | Grayndler       | NSW                          | 1996                       |
| John Alexander      | Liberal                   | Bennelong       | NSW                          | 2010                       |
| Karen Andrews       | LNP                       | McPherson       | Qld                          | 2010                       |
| Kevin Andrews       | Liberal                   | Menzies         | Vic                          | 1991                       |
| Bob Baldwin         | Liberal                   | Paterson        | NSW                          | 1996–1998, 2001            |
| Adam Bandt          | Greens                    | Melbourne       | Vic                          | 2010                       |
| Bruce Billson       | Liberal                   | Dunkley         | Vic                          | 1996                       |
| Sharon Bird         | Labor                     | Cunningham      | NSW                          | 2004                       |
| Bronwyn Bishop      | Liberal                   | Mackellar       | NSW                          | 1994                       |
| Julie Bishop        | Liberal                   | Curtin          | WA                           | 1998                       |
| Chris Bowen         | Labor                     | McMa            | NSW                          | 2004                       |
| Jamie Briggs        | Liberal                   | Mayo            | SA                           | 2008                       |
| Andrew Broad        | National                  | Mallee          | Vic                          | 2013                       |
| Russell Broadbent   | Liberal                   | McMillan        | Vic                          | 1990–1993, 1996–1998, 2004 |
| Gai Brodtmann       | Labor                     | Canberra        | ACT                          | 2010                       |
| Mal Brough          | LNP                       | Fisher          | Qld                          | 1996–2007, 2013            |
| Scott Buchholz      | LNP                       | Wright          | Qld                          | 2010                       |
| Anna Burke          | Labor                     | Chisholm        | Vic                          | 1998                       |
| Tony Burke          | Labor                     | Watson          | NSW                          | 2004                       |
| Mark Butler         | Labor                     | Port Adelaide   | SA                           | 2007                       |
| Terri Butler        | Labor                     | Griffith        | Qld                          | 2014                       |
| Anty Byrne          | Labor                     | Holt            | Vic                          | 1999                       |
| Dr Jim Chalmers     | Labor                     | Rankin          | Qld                          | 2013                       |
| Nick Champion       | Labor                     | Wakefield       | SA                           | 2007                       |
| Darren Chester      | National                  | Gippsland       | Vic                          | 2008                       |
| Lisa Chesters       | Labor                     | Bendigo         | Vic                          | 2013                       |
| George Christensen  | LNP                       | Dawson          | Qld                          | 2010                       |
| Steve Ciobo         | LNP                       | Moncrieff       | Qld                          | 2001                       |
| Jason Clare         | Labor                     | Blaxland        | NSW                          | 2007                       |
| Sharon Claydon      | Labor                     | Newcastle       | NSW                          | 2013                       |
| John Cobb           | National                  | Calare          | NSW                          | 2001                       |
| David Coleman       | Liberal                   | Banks           | NSW                          | 2013                       |
| Julie Collins       | Labor                     | Franklin        | Tas                          | 2007                       |
| Pat Conroy          | Labor                     | Charlton        | NSW                          | 2013                       |
| Mark Coulton        | National                  | Parkes          | NSW                          | 2007                       |
| Michael Danby       | Labor                     | Melbourne Ports | Vic                          | 1998                       |
| Mark Dreyfus        | Labor                     | Isaacs          | Vic                          | 2007                       |
| Peter Dutton        | LNP                       | Dickson         | Qld                          | 2001                       |
| Justine Elliot      | Labor                     | Richmond        | NSW                          | 2004                       |
| Kate Ellis          | Labor                     | Adelaide        | SA                           | 2004                       |
| Warren Entsch       | LNP                       | Leichhardt      | Qld                          | 1996–2007, 2010            |
| David Feeney        | Labor                     | Batman          | Vic                          | 2013                       |
| Laurie Ferguson     | Labor                     | Werriwa         | NSW                          | 1990                       |
| Joel Fitzgibbon     | Labor                     | Hunter          | NSW                          | 1996                       |
| Paul Fletcher       | Liberal                   | Bradfield       | NSW                          | 2009                       |
| Josh Frydenberg     | Liberal                   | Kooyong         | Vic                          | 2010                       |
| Teresa Gambaro      | LNP                       | Brisbane        | Qld                          | 1996–2007, 2010            |
| Andrew Giles        | Labor                     | Scullin         | Vic                          | 2013                       |
| Dr. David Gillespie | National                  | Lyne            | NSW                          | 2013                       |
| Ian Goodenough      | Liberal                   | Moore           | WA                           | 2013                       |
| Gary Gray           | Labor                     | Brand           | WA                           | 2007                       |
| Alan Griffin        | Labor                     | Bruce           | Vic                          | 1993                       |
| Natasha Griggs      | CLP                       | Solomon         | NT                           | 2010                       |
| Jill Hall           | Labor                     | Shortland       | NSW                          | 1998                       |
| Luke Hartsuyker     | National                  | Cowper          | NSW                          | 2001                       |
| Alex Hawke          | Liberal                   | Mitchell        | NSW                          | 2007                       |
| Chris Hayes         | Labor                     | Fowler          | NSW                          | 2005                       |
| Sarah Henderson     | Liberal                   | Corangamite     | Vic                          | 2013                       |
| Dr Peter Hendy      | Liberal                   | Eden-Monaro     | NSW                          | 2013                       |
| Joe Hockey          | Liberal                   | North Sydney    | NSW                          | 1996                       |
| Kevin Hogan         | National                  | Page            | NSW                          | 2013                       |
| Luke Howarth        | LNP                       | Petrie          | Qld                          | 2013                       |
| Greg Hunt           | Liberal                   | Flinders        | Vic                          | 2001                       |
| Ed Husic            | Labor                     | Chifley         | NSW                          | 2010                       |
| Eric Hutchinson     | Liberal                   | Lyons           | Tas                          | 2013                       |
| Steve Irons         | Liberal                   | Swan            | WA                           | 2007                       |
| Dr Dennis Jensen    | Liberal                   | Tangney         | WA                           | 2004                       |
| Ewen Jones          | LNP                       | Herbert         | Qld                          | 2010                       |
| Stephen Jones       | Labor                     | Throsby         | NSW                          | 2010                       |
| Barnaby Joyce       | National                  | New England     | NSW                          | 2013                       |
| Bob Katter          | Katter’s Australian Party | Kennedy         | Qld                          | 1993                       |
| Michael Keenan      | Liberal                   | Stirling        | WA                           | 2004                       |
| Craig Kelly         | Liberal                   | Hughes          | NSW                          | 2010                       |
| Catherine King      | Labor                     | Ballarat        | Vic                          | 2001                       |
| Dr Andrew Laming    | LNP                       | Bowman          | Qld                          | 2004                       |
| Michelle Landry     | LNP                       | Capricornia     | Qld                          | 2013                       |
| Craig Laundy        | Liberal                   | Reid            | NSW                          | 2013                       |
| Dr Andrew Leigh     | Labor                     | Fraser          | ACT                          | 2010                       |
| Sussan Ley          | Liberal                   | Farrer          | NSW                          | 2001                       |
| Ian Macfarlane      | LNP                       | Groom           | Qld                          | 1998                       |
| Jenny Macklin       | Labor                     | Jagajaga        | Vic                          | 1996                       |
| Alannah MacTiernan  | Labor                     | Perth           | WA                           | 2013                       |
| Nola Marino         | Liberal                   | Forrest         | WA                           | 2007                       |
| Louise Markus       | Liberal                   | Macquarie       | NSW                          | 2004                       |
| Richard Marles      | Labor                     | Corio           | Vic                          | 2007                       |
| Russell Matheson    | Liberal                   | Macarthur       | NSW                          | 2010                       |
| Michael McCormack   | National                  | Riverina        | NSW                          | 2010                       |
| Karen McNamara      | Liberal                   | Dobell          | NSW                          | 2013                       |
| Cathy McGowan       | Independent               | Indi            | Vic                          | 2013                       |
| Rob Mitchell        | Labor                     | McEwen          | Vic                          | 2010                       |
| Scott Morrison      | Liberal                   | Cook            | NSW                          | 2007                       |
| Shayne Neumann      | Labor                     | Blair           | Qld                          | 2007                       |
| Andrew Nikolic      | Liberal                   | Bass            | Tas                          | 2013                       |
| Brendan O’Connor    | Labor                     | Gorton          | Vic                          | 2001                       |
| Ken O’Dowd          | LNP                       | Flynn           | Qld                          | 2010                       |
| Kelly O’Dwyer       | Liberal                   | Higgins         | Vic                          | 2009                       |
| Clare O’Neil        | Labor                     | Hotham          | Vic                          | 2013                       |
| Julie Owens         | Labor                     | Parramatta      | NSW                          | 2004                       |
| Clive Palmer        | Palmer United             | Fairfax         | Qld                          | 2013                       |
| Melissa Parke       | Labor                     | Fremantle       | WA                           | 2007                       |
| Tony Pasin          | Liberal                   | Barker          | SA                           | 2013                       |
| Graham Perrett      | Labor                     | Moreton         | Qld                          | 2007                       |
| Keith Pitt          | LNP                       | Hinkler         | Qld                          | 2013                       |
| Tanya Plibersek     | Labor                     | Sydney          | NSW                          | 1998                       |
| Christian Porter    | Liberal                   | Pearce          | WA                           | 2013                       |
| Jane Prentice       | LNP                       | Ryan            | Qld                          | 2010                       |
| Melissa Price       | Liberal                   | Durack          | WA                           | 2013                       |
| Christopher Pyne    | Liberal                   | Sturt           | SA                           | 1993                       |
| Rowan Ramsey        | Liberal                   | Grey            | SA                           | 2007                       |
| Don Randall         | Liberal                   | Canning         | WA                           | 1996–1998, 2001            |
| Bernie Ripoll       | Labor                     | Oxley           | Qld                          | 1998                       |
| Amanda Rishworth    | Labor                     | Kingston        | SA                           | 2007                       |
| Andrew Robb         | Liberal                   | Goldstein       | Vic                          | 2004                       |
| Stuart Robert       | LNP                       | Fadden          | Qld                          | 2007                       |
| Michelle Rowland    | Labor                     | Greenway        | NSW                          | 2010                       |
| Wyatt Roy           | LNP                       | Longman         | Qld                          | 2010                       |
| Kevin Rudd          | Labor                     | Griffith        | Qld                          | 1998–2013                  |
| Philip Ruddock      | Liberal                   | Berowra         | NSW                          | 1993                       |
| Joanne Ryan         | Labor                     | Lalor           | Vic                          | 2013                       |
| Bruce Scott         | LNP                       | Maranoa         | Qld                          | 1990                       |
| Fiona Scott         | Liberal                   | Lindsay         | NSW                          | 2013                       |
| Bill Shorten        | Labor                     | Maribyrnong     | Vic                          | 2007                       |
| Luke Simpkins       | Liberal                   | Cowan           | WA                           | 2007                       |
| Tony Smith          | Liberal                   | Casey           | Vic                          | 2001                       |
| Warren Snowdon      | Labor                     | Lingiari        | NT                           | 1987–1996, 1998            |
| Dr Andrew Southcott | Liberal                   | Boothby         | SA                           | 1996                       |
| Dr Sharman Stone    | Liberal                   | Murray          | Vic                          | 1996                       |
| Ann Sudmalis        | Liberal                   | Gilmore         | NSW                          | 2013                       |
| Michael Sukkar      | Liberal                   | Deakin          | Vic                          | 2013                       |
| Wayne Swan          | Labor                     | Lilley          | Qld                          | 1993–1996, 1998            |
| Angus Taylor        | Liberal                   | Hume            | NSW                          | 2013                       |
| Dan Tehan           | Liberal                   | Wannon          | Vic                          | 2010                       |
| Matt Thistlethwaite | Labor                     | Kingsford Smith | NSW                          | 2013                       |
| Kelvin Thomson      | Labor                     | Wills           | Vic                          | 1996                       |
| Warren Truss        | LNP                       | Wide Bay        | Qld                          | 1990                       |
| Alan Tudge          | Liberal                   | Aston           | Vic                          | 2010                       |
| Malcolm Turnbull    | Liberal                   | Wentworth       | NSW                          | 2004                       |
| Maria Vamvakinou    | Labor                     | Calwell         | Vic                          | 2001                       |
| Bert van Manen      | LNP                       | Forde           | Qld                          | 2010                       |
| Nick Varvaris       | Liberal                   | Barton          | NSW                          | 2013                       |
| Ross Vasta          | LNP                       | Bonner          | Qld                          | 2004–2007, 2010            |
| Tim Watts           | Labor                     | Gellibrand      | Vic                          | 2013                       |
| Brett Whiteley      | Liberal                   | Braddon         | Tas                          | 2013                       |
| Lucy Wicks          | Liberal                   | Robertson       | NSW                          | 2013                       |
| Andrew Wilkie       | Independent               | Denison         | Tas                          | 2010                       |
| Matt Williams       | Liberal                   | Hindmarsh       | SA                           | 2013                       |
| Rick Wilson         | Liberal                   | O’Connor        | WA                           | 2013                       |
| Jason Wood          | Liberal                   | La Trobe        | Vic                          | 2004–2010, 2013            |
| Ken Wyatt           | Liberal                   | Hasluck         | WA                           | 2010                       |
| Tony Zappia         | Labor                     | Makin           | SA                           | 2007                       |